# Dybbøl (plaats)
Dybbøl  (in de Duitse taal: Düppel), is een plaats in de Deense regio Zuid-Denemarken, gemeente Sønderborg. De plaats telt 2449 inwoners (2008).

## Molen

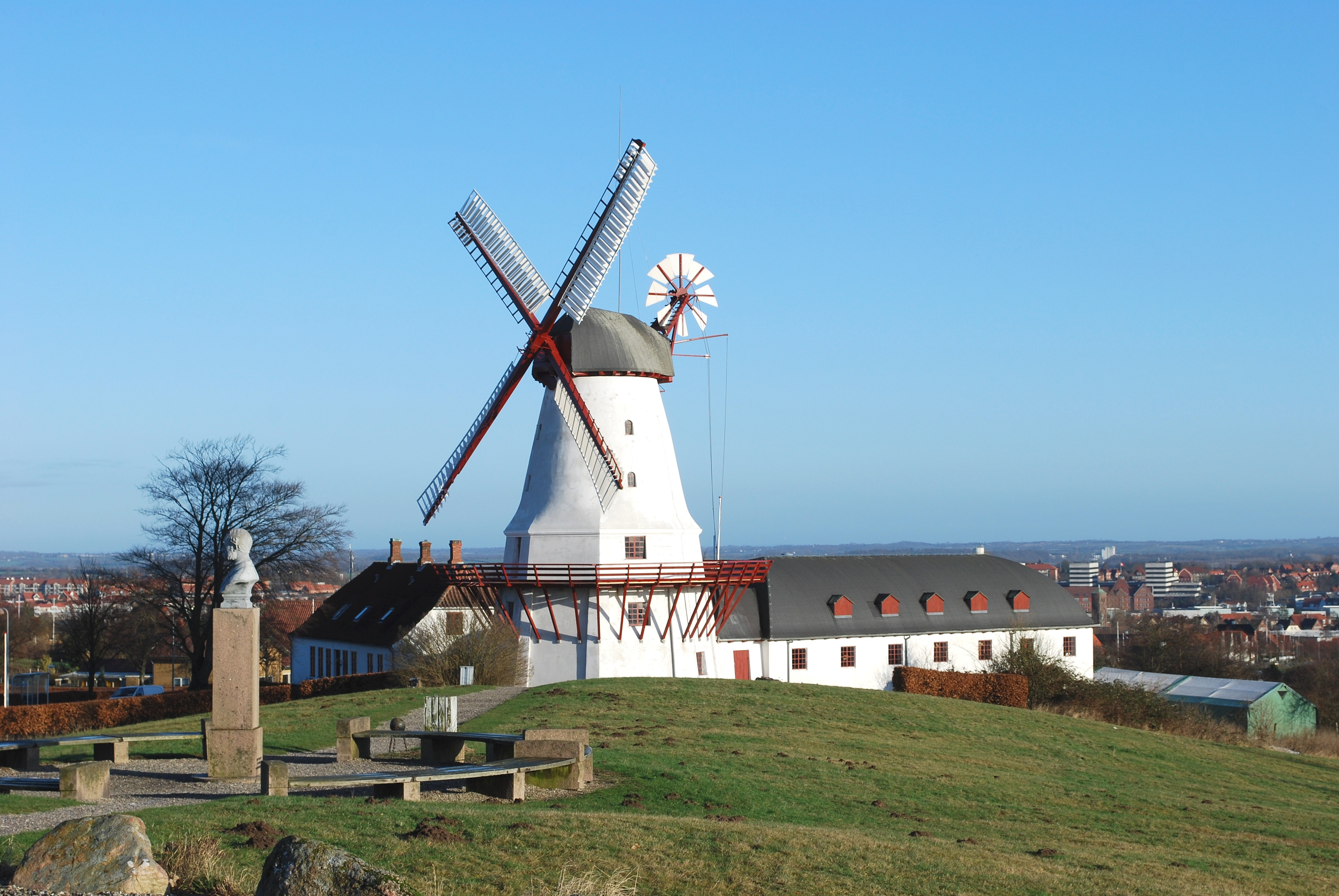
Dybbøl Mølle

In Dybbøl staat een molen die voor Denemarken een bijzondere betekenis heeft. Dybbøl Mølle, oorspronkelijk uit 1744, werd vernietigd in 1864 tijdens de Tweede Duits-Deense Oorlog bij de slag om de verdedigingswerken (Dybbøl skanser) bij Dybbøl.  De molen werd herbouwd en werd een nationaal symbool, maar ging in 1935 in vlammen op. In 1936 werd de molen opnieuw opgebouwd en was tot 1990 in gebruik als korenmolen. Tegenwoordig maakt de molen deel uit van het historisch museumcomplex rondom de voormalige Dybbøl skanse (Duits: Düppeler Schanzen).
- Library of Congress Control Number: n89657036
- Nationale Bibliotheek van Israël: 987007565002905171
- Virtual International Authority File: 142023033